# Goldsboro, Pennsylvania
Goldsboro là một thị trấn thuộc quận York, tiểu bang Pennsylvania, Hoa Kỳ. Năm 2010, dân số của thị trấn này là 952 người.